# فانس كيلي
فانس كيلي (بالإنجليزية: Vance Kelly)‏ هو مغني وعازف قيثارة أمريكي، ولد في 24 يناير 1954 في شيكاغو في الولايات المتحدة.

## وصلات خارجية
- فانس كيلي على موقع IMDb (الإنجليزية)
- فانس كيلي على موقع ميوزك برينز (الإنجليزية)
- فانس كيلي على موقع أول ميوزيك (الإنجليزية)
- فانس كيلي على موقع ديسكوغز (الإنجليزية)